# Rémy Vincent
Pour les articles homonymes, voir Vincent.
Rémy Vincent, né le 29 mai 1736 à Montier-en-Der (Haute-Marne), mort le 18 décembre 1820 à Montier-en-Der (Haute-Marne), est un général français de la Révolution et de l’Empire.

## États de service
Il entre en service le 14 avril 1756 dans la compagnie des gendarmes de Bourgogne, et il fait la campagne de Hanovre de 1757 à 1762, avant d’obtenir son congé le 1er mars 1763.
En juillet 1789, il commande la garde nationale de Montier-en-Der et, le 7 août 1792, est nommé lieutenant-colonel commandant le 2e bataillon de volontaires de la Haute-Marne. De 1792 à 1795, il est affecté à l’armée de la Moselle. 
Il est promu général de brigade le 30 juillet 1793, et général de division le 20 septembre 1793. Le 24 septembre 1793, il commande l’avant-garde de l’armée de la Moselle, puis le 22 mars 1794, le centre de cette armée et les troupes de Sarre et Moselle le 4 avril 1794. Le 17 avril suivant, il s’empare de Merzig défendu par les Autrichiens et, le 30 mai, devient commandant de Sarrelouis. Le 28 juillet 1794, il commande une division à l’armée de la Moselle et le 27 décembre 1794, il participe au Blocus de Mayence.
Il est autorisé à prendre sa retraite le 29 mai 1795 et est admis à pension de retraite le 6 décembre 1796.
Le 20 juin 1797, il reprend du service comme chef de brigade de gendarmerie, et est fait chevalier de la Légion d’honneur le 29 mars 1805.
Maire de Montier-en-Der lors de la campagne de France, le 28 janvier 1814, il accueille et héberge dans sa maison, Napoléon 1er qui vient de Saint-Dizier et qui se dirige vers Brienne-le-Château. 
Il meurt le 18 décembre 1820, à Montier-en-Der.

## Sources
- (en) « Generals Who Served in the French Army during the Period 1789 - 1814: Eberle to Exelmans »
- « Cote LH/2726/12 », base Léonore, ministère français de la Culture
- Rémy Vincent  sur roglo.eu
- Georges Six, Dictionnaire biographique des généraux & amiraux français de la Révolution et de l'Empire (1792-1814) Paris : Librairie G. Saffroy, 1934, 2 vol.
- (pl) « Napoléon.org.pl » [archive du 21 mars 2015]
- Étienne Charavay, Correspondance générale de Carnot, tome 4, imprimerie Nationale, 1907, p. 137.
- Charles Théodore Beauvais et Vincent Parisot, Victoires, conquêtes, revers et guerres civiles des Français, depuis les Gaulois jusqu’en 1792, tome 26, C.L.F Panckoucke, janvier 1822, 414 p. (lire en ligne), p. 234.